# Гролло
Гролло (нід. Grolloo) — село в нідерландській провінції Дренте. Входить до муніципалітету А-ен-Гюнзе.
Його площа становить 45,56 км², а населення станом на 2021 рік складало 880 осіб.
Село відоме як місце заснування музичної блюз-групи Cuby + Blizzards. 

## Галерея

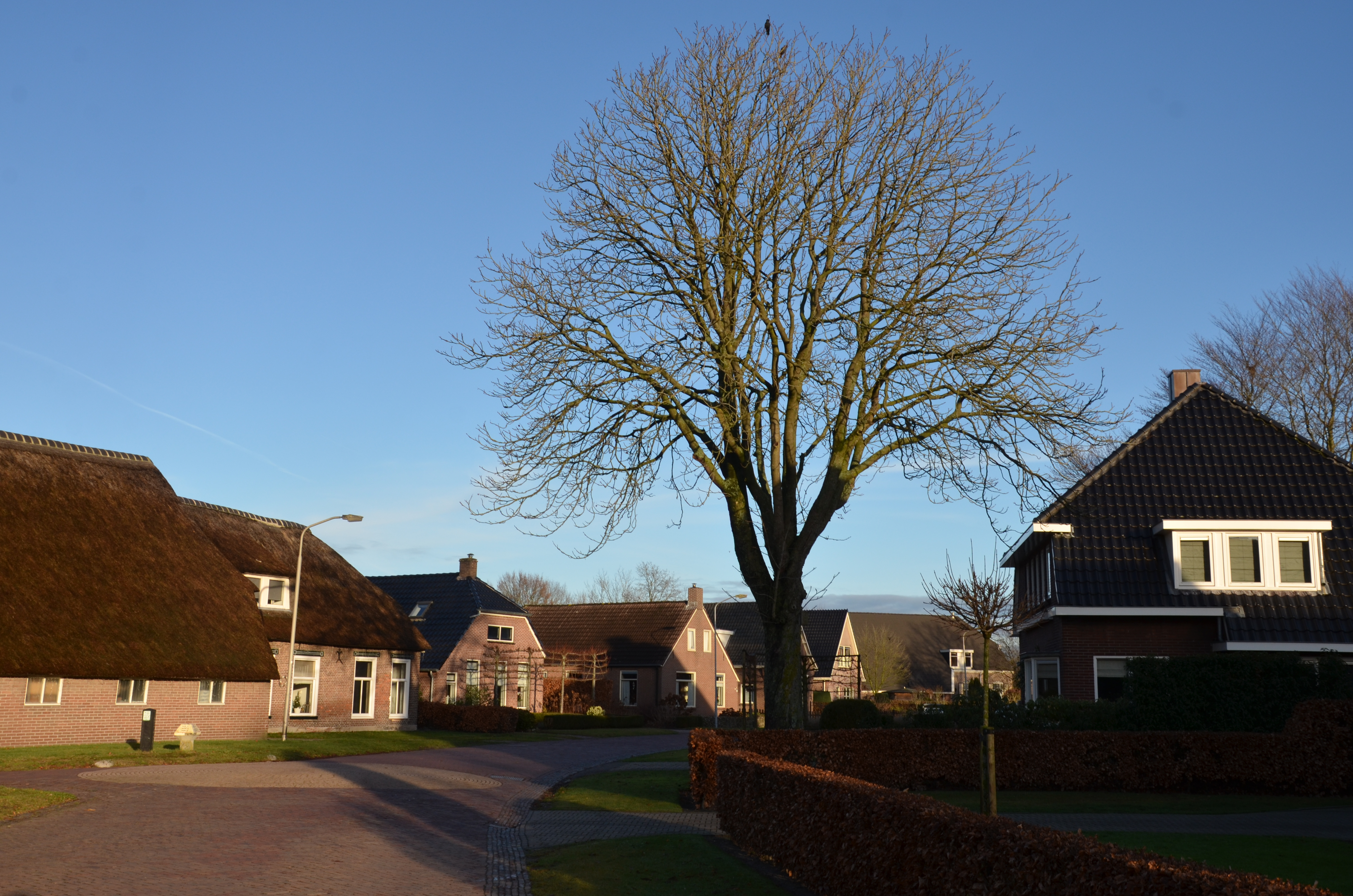
Вид на Гролло
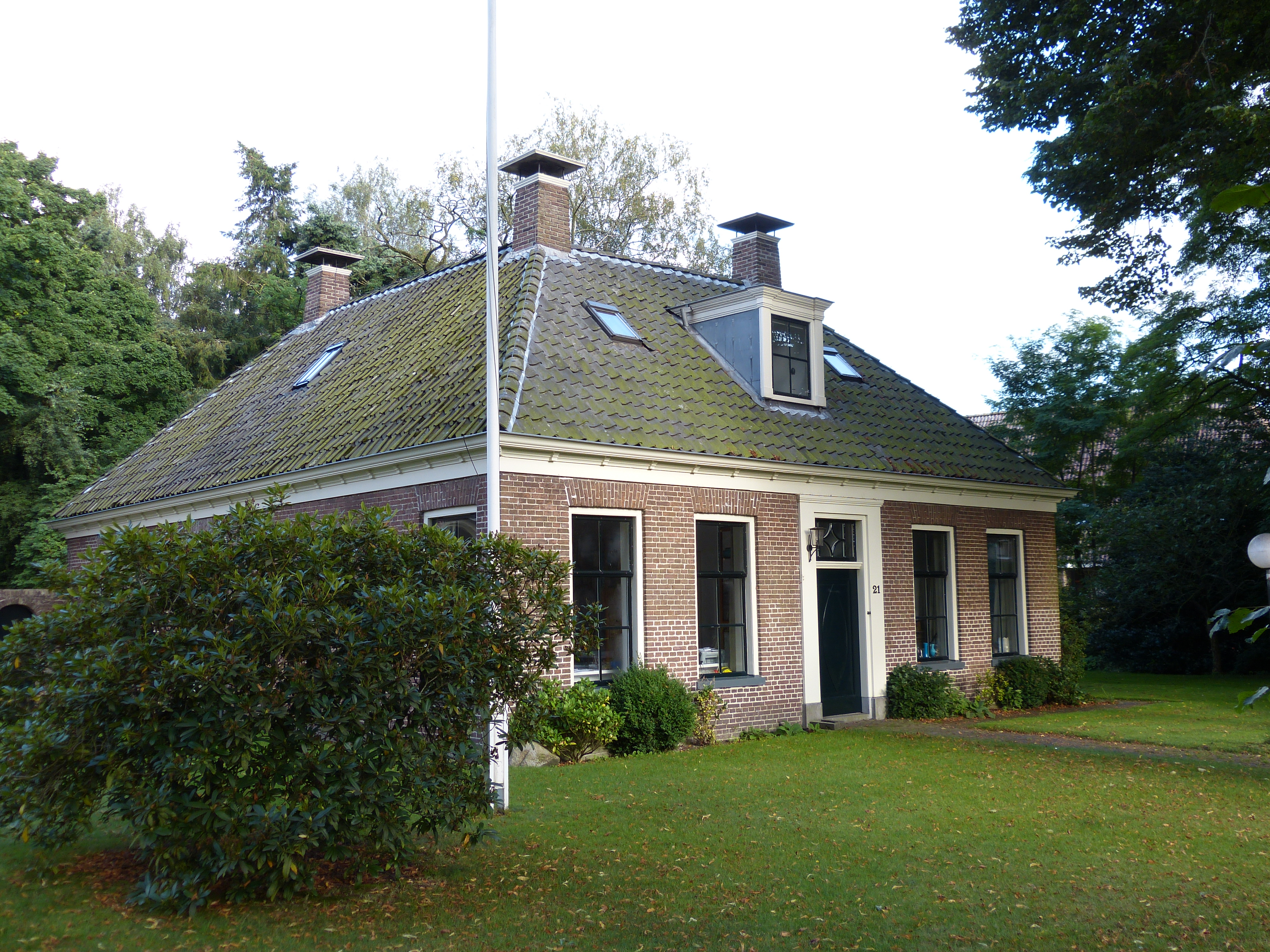
Колишній будинок почту
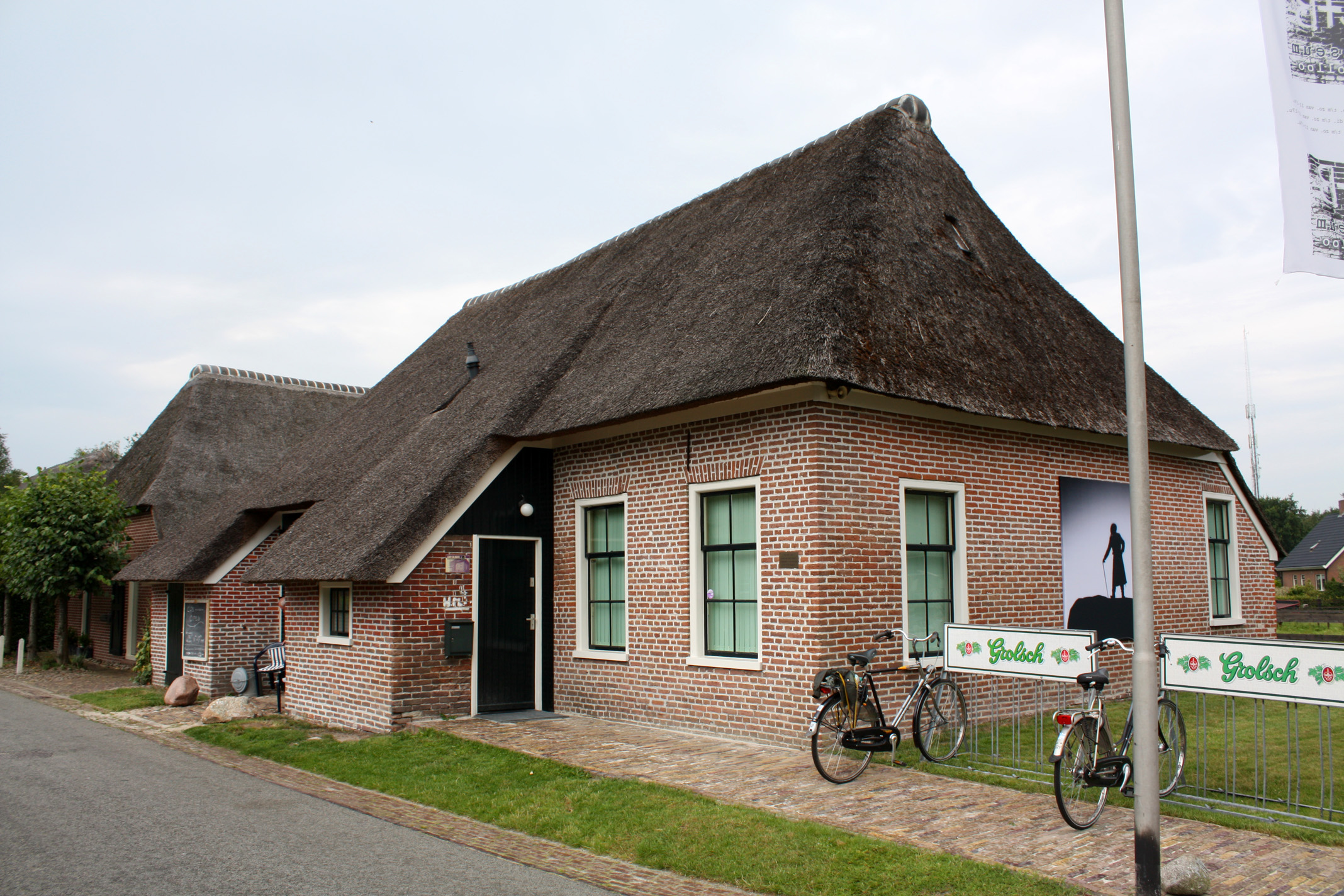
Музей групи Cuby + Blizzards
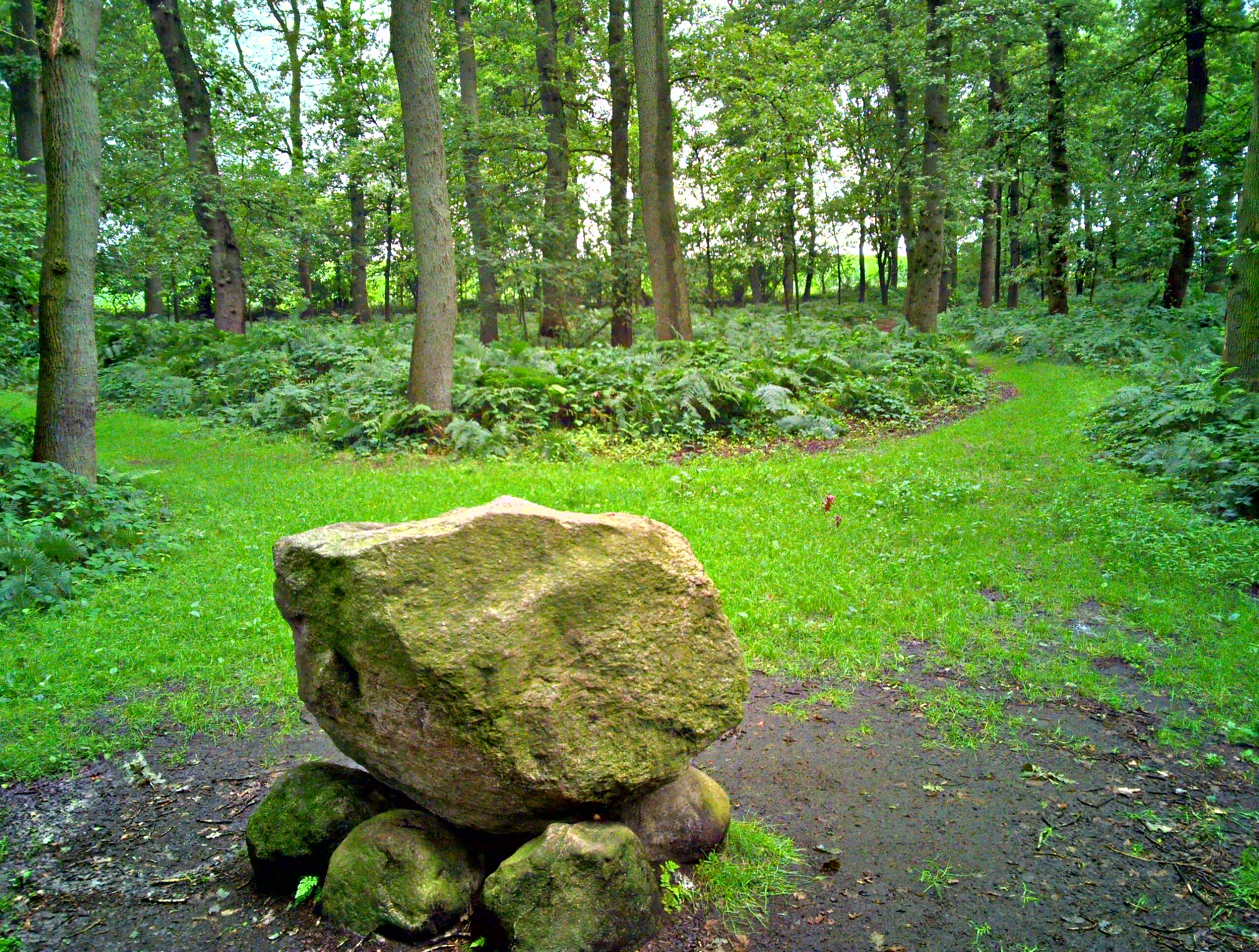